# Martin Lattmann
Martin Lattmann (* 10. Februar 1896 in Freiburg/Elbe; † 11. August 1976 in Ost-Berlin) war ein deutscher Berufsoffizier, Generalmajor und leitender Wirtschaftsfunktionär der DDR.

## Leben
Lattmann war Sohn eines Juristen und diente als Leutnant im Ersten Weltkrieg, später Offizier in der Reichswehr und dann in der Wehrmacht. Er war in der Wehrmacht als überzeugter Nationalsozialist bekannt und gehörte zehn Jahre der NSDAP an.
Als Oberst wurde er am 21. November 1942 Kommandeur der 14. Panzer-Division, die im November 1942 in der Schlacht von Stalingrad eingekesselt wurde. Er gab im Januar das Kommando an Oberst Günther Ludwig ab, der das Artillerie-Regiment der Division geführt hatte, und übernahm die Führung der 389. Infanterie-Division, die sich ebenfalls im Kessel von Stalingrad befand. Am 1. Januar 1943 erfolgte seine Ernennung zum Generalmajor. Am 2. Februar 1943 gab er gemeinsam mit Generalmajor Arno von Lenski den Befehl zur Übergabe des Nordkessels von Stalingrad an die Rote Armee. In sowjetischer Kriegsgefangenschaft wurde er Mitglied des NKFD, Mitbegründer des BDO und ständiger Mitarbeiter des Senders „Freies Deutschland“.
1949 kehrte er nach Deutschland zurück, und war Mitglied der SED und 1952 Angehöriger der Deutschen Volkspolizei. Zunächst erhielt er den Dienstgrad Chefinspekteur der VP. 1953 wurde er Generalmajor der KVP und war bis 1956 stellvertretender Chef für Panzerwesen in der Fachverwaltung Motorisierung im Ministerium des Innern (DDR) unter Generalmajor Arno von Lenski. 1956 wurde er in den Ruhestand verabschiedet und nicht in die neugebildete Nationale Volksarmee übernommen. Lattmann wurde dann im zentralen Wirtschaftsbereich der DDR tätig, war von 1956 bis 1958 Leiter der Hauptabteilung Industrieanlagen/Export im Ministerium für Schwermaschinenbau und anschließend Leiter der Gruppe Komplette Industrieanlagen/Export der Staatlichen Plankommission. Von Januar 1958 bis zur Auflösung 1972 war er stellvertretender Vorsitzender der Arbeitsgemeinschaft ehemaliger Offiziere (AeO). Er lebte zuletzt in Berlin.

## Auszeichnungen
- 1961 Vaterländischer Verdienstorden in Bronze
- 1966 Vaterländischer Verdienstorden in Silber
- 1971 Orden Banner der Arbeit
- Medaille für Kämpfer gegen den Faschismus 1933 bis 1945

## Privates
Sein Vater war der ehemalige Reichstagsabgeordnete Wilhelm Lattmann. Seine Tochter Gunild Lattmann-Kretschmer ist eine ehemalige Theaterintendantin und sein Neffe der Schriftsteller Dieter Lattmann.